# برج ابر
برج ابر گونه ای از ابرهای کومه ای (جوششی) است که با رشد قائم فوق‌العاده زیاد تبدیل به ستون ابر بالا رونده (برج ابر) شده‌است.
این نوع ابر معمولاً در اثر صعود اجباری هوای گرم و مرطوب از ارتفاعات پشت کوه‌ها تشکیل می‌شود. رنگ آن بسیار سفید و شفاف به رنگ گلوله برف می‌باشد.
برج ابر مرحله نهایی از رشد ابر کومولوس تایپ ۲ بوده که پس از آن به کومولونیمبوس (کومه ای بارا) تایپ ۳ تبدیل می‌شود.
برج ابر یکی از جاذبه‌های اقلیمی و گردشگری طبیعی روستای خان کندی شهرستان گرمی در استان اردبیل می‌باشد بطوریکه در موعد معینی از سال گردشگران، هواشناسان و علاقه‌مندان به پدیده‌های آب و هوایی را به این منطقه کوهستانی می‌کشاند.

## نگارخانه

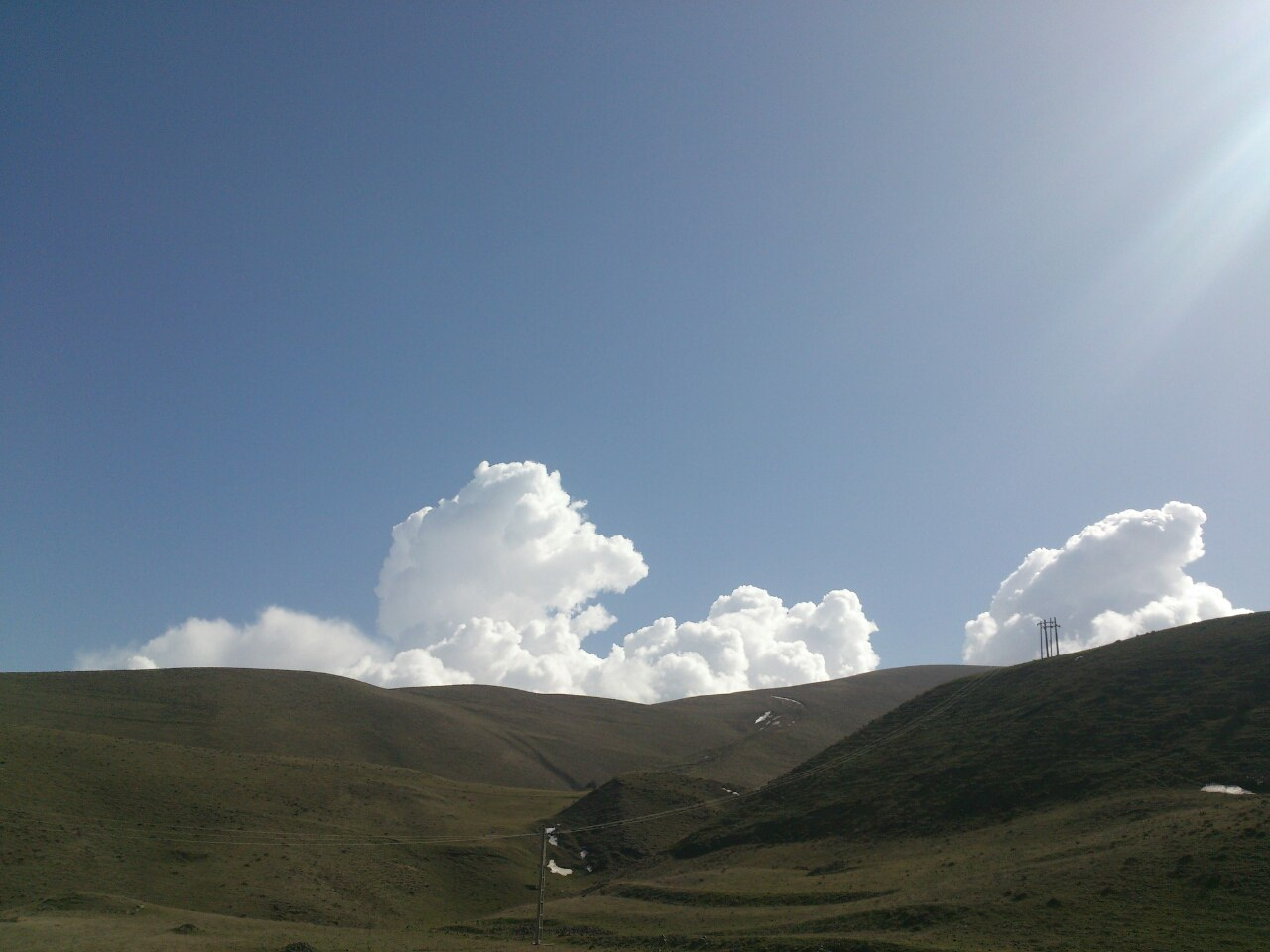